# Il gioco di Ripper
Il gioco di Ripper (El juego de Ripper) è un romanzo giallo thriller di Isabel Allende, pubblicato nel 2013.

## Trama
Ambientato nella California contemporanea, il romanzo racconta delle avventure di Indiana e Amanda Jackson, madre e figlia. La giovane e sveglia Amanda è appassionata di omicidi e serial killer, e si diletta con un gioco online ispirato a Jack lo Squartatore (Jack the Ripper) nel quale, insieme ad altri amici virtuali, tenta di risolvere casi di omicidi realmente avvenuti in città, aiutata anche dal padre, ex marito di Indiana e ispettore capo della Sezione Omicidi, e dal nonno, col quale Amanda ha un rapporto speciale. Indiana è una donna intraprendente e generosa. La sua bontà e la sua incapacità di rifiutare il suo aiuto alle persone la fanno vivere ai limiti della povertà, poiché quel poco che guadagna come guaritrice in una clinica olistica lo spende per la figlia e per gli altri. L'indipendenza di Indiana non le permette di legarsi affettivamente ad un uomo e si troverà a dover scegliere tra Alan, ricco erede di una famiglia californiana alto borghese, e Ryan, ex navy seal e invalido per aver perso una gamba durante una delle sue missioni. Il gioco di Ripper diventa realtà per Amanda quando sua madre Indiana viene rapita da uno sconosciuto. Amanda riuscirà, aiutata dai suoi fedelissimi, a risolvere il caso e liberare la propria madre.